# Tocumen
Tocumen es un corregimiento del distrito de Panamá, Panamá. Ubicado en la zona este del área metropolitana de la Ciudad de Panamá. 
La comunidad de igual nombre surgió en los primeros años de la década de 1950, como una consecuencia lógica de la construcción del Aeropuerto Internacional de Tocumen. El corregimiento de igual nombre se creó mediante el Acuerdo Municipal n.º 70, del 23 de junio de 1960. Este corregimiento limita al norte con Caimitillo; al sur, con Pacora; al este, con la 24 de Diciembre y al oeste, con Las Mañanitas, Alcalde Díaz, Ernesto Córdoba Campos y Don Bosco. Tiene una superficie de 65,3 km² y con una población de 115 000 habitantes es el corregimiento más poblado del país.
En 1972, Tocumen era un poblado de campesinos, con unas pocas calles y casas. Hoy, gracias a la construcción de varias urbanizaciones, es uno de los corregimientos más poblados del distrito de Panamá. Además del aeropuerto, se encuentran ubicadas allí numerosas instituciones educativas y de servicios, como una de las sedes de la Universidad Tecnológica de Panamá.
En la actualidad, el aeropuerto es el más importante del país y ocupa un 20 % de la extensión de dicho corregimiento. Su peculiar nombre parece deberse al de un cacique que vivía en esta zona.

## Historia
Los orígenes de este sector inician en la década de los 50 cuando se llevó a cabo la construcción del Aeropuerto Internacional de Tocumen, lo cual despertó el interés de la población por obtener terrenos en estas áreas. Familias de las provincias centrales comenzaron a llegar a esta región, con el fin de cimentar sus moradas, lo que provocó el crecimiento de la población.
El nombre de Tocumen proviene del nombre del Cacique que vivía en esta área. Además es una expresión Kuna.
Al transcurrir el tiempo se establecieron las primeras comunidades y se dan los primeros pasos para la formación y legalización del corregimiento. El 13 de junio se celebra las patronales de San Antonio de Padua.

## Servicios públicos
Corregiduría, Centro de Salud, Banco Nacional, Policlínica de la Caja de Seguro Social Remón Cantera, Cruz Roja Panameña, Caja de Ahorros, Comedor Municipal, Museo Antropológico, Instituto de Acueductos y Alcantarillados Nacionales.

### Centros educativos
Centro Educativo Bilingüe de Tocumen, Centro Educativo Punta Del Este, Centro Educativo Jhosemmel, Centro Educativo Caminos a Jerusalén, Centro Educativo Fuente de Agua Viva, Bilingüe La Academia Suizo Panameño, Easy to Learn, Bethel School, Dr. Ricardo J. Alfaro, Instituto Nuevo Amanecer, Emperatriz Taboada, Nuevo Belén, Sector Sur, Nuevos Horizontes, Primer Ciclo de Tocumen, Primer Ciclo San Miguel Arcángel, María Auxiliadora, La Siesta, centro educativo eben ezer, san miguel febres cordero.

### Instalaciones deportivas
Cancha de baloncesto El Brillante, Santa Elena, Emmanuel, Cabuya, Bajo Cordero, Sector N° 5 Belén, y Nueva Barriada; cuadros de balompié San Antonio, La Alborada, Nueva Esperanza, Sector N° 3 y 10 Belén, y Urbanización Ciudad Belén y los complejos deportivos de Cabuya, La Siesta, Nueva Barriada y Urbanización La Siesta y el Estadio Laureano Sánchez.

### Parques
Sector Sur/Miguel Moreno, La Rotonda, Infantil La Siesta, Urbanización La Siesta-1, Urbanización La Siesta-2, Ciudad Belén (3), Santa Eduviges, sector de Torremolinos (7), Puerta del Este-1 y Puerta del Este-2.

## División política
Los barrios que conforman el corregimiento son: 
| - Buena Vista - Parques de Santa Lucia - Hacienda Santa Fe - Santa Eduviges - Jorge Illueca - Nuevo Belén | - Belén - Sector Sur - La Colina - La Alborada - San Antonio - Bajo Cordero | - 24 de Diciembre - Nueva Barriada - Victoriano Lorenzo - Altos de Tocumen - Villa Marta - Los Pilones | - Cabuya - La Siesta - Villa Luchin - Santa Elena - Altos del Lago - La Primavera - El Ceremi | - Punta del Este - Santa Bárbara o Villas de Santa Bárbara - Puertas del Este - Torremolinos - Dos Ríos |